# Les 30 Histoires les plus spectaculaires
Les 30 histoires les plus spectaculaires  est une émission de télévision diffusée sur TF1 entre le 6 avril 2007 et le 29 juin 2012 et présentée par Carole Rousseau et Jacques Legros.

## Diffusion
L'émission est diffusée le vendredi soir ou le samedi soir en première partie de soirée sur la chaîne de télévision française TF1.

## Concept
Présentée par Carole Rousseau et Jacques Legros et produite par EndemolShine France, cette émission présente des histoires toutes aussi spectaculaires les unes que les autres. Elles sont présentées sous forme de classement, la 1re étant jugée la plus spectaculaire.
Chaque histoire dure quelques minutes. Les reportages sont illustrés par des témoignages de témoins et de professionnels. 
Après une ou deux histoires, l'émission revient en plateau, Carole Rousseau et Jacques Legros donnent alors leurs impressions sur l'histoire, et présentent les histoires à venir.

## Anecdotes
- La musique du générique est extraite de la chanson Ready, Steady, Go ! de Paul Oakenfold utilisée notamment dans des films tels que La Mémoire dans la peau ou Collatéral, ou encore dans des jeux vidéo tels que Juiced: Eliminator par exemple.
- L'émission du 29 juin 2012 n'a curieusement présenté que vingt-cinq histoires.

## Audimat
Voici quelques audiences de l'émission : 
Le premier numéro de l'émission, le 6 avril 2007, a réuni 6.22 millions de téléspectateurs, pour 29,8 % de part de marché. 
Le 24 mai 2008, le divertissement a attiré 5.44 millions de téléspectateurs, soit 26,1 % de part de marché. 
Le 12 juin 2009, l'émission a réuni 5 520 000 téléspectateurs, soit 27,2 % de part de marché. 
Le 19 septembre 2009, le divertissement a rassemblé 4 590 000 téléspectateurs, pour 24,5 % de part de marché. 
Le 18 septembre 2010, l'émission a réuni 4.7 millions de téléspectateurs, soit 25,8 % de part de marché. 
Le 19 décembre 2010, le divertissement a réuni 4.7 millions de téléspectateurs, soit 26 % de part de marché. 
Le 15 janvier 2011, l'émission a attiré 4 770 000 téléspectateurs, représentant 22,6 % de part de marché. 
Le 29 juillet 2011, la spécial Le meilleur a réuni plus de 5.1 millions de téléspectateurs, soit 26,5 % de part de marché. 
Le 2 mars 2012, l'émission a réuni 4.1 millions de téléspectateurs, pour 19,1 % de part de marché. 
Le dernier numéro, diffusé le 29 juin 2012, a fédéré 4.6 millions de téléspectateurs, représentant 22 % de part de marché.

## Les 30 histoires les plus spectaculaires, le meilleur
Deux émissions intitulées Les 30 histoires les plus spectaculaires, le meilleur ont été diffusées les 21 novembre 2009 et 29 juillet 2011 sur TF1. Elles sont des best-of des meilleures histoires spectaculaires présentées depuis la création de l'émission. L'émission du 29 juillet 2011 n'a curieusement présenté que vingt-cinq histoires.

## Sur TMC:Les 30 histoires
À la suite d'une baisse relative des audiences en 2012, l'émission est supprimée de la grille de TF1. Elle reverra cependant le jour sur TMC à partir de novembre 2012, dans un nouveau format présenté par Karine Ferri et Pascal Bataille. Elle perd alors l'extension spectaculaires et devient Les 30 histoires, fusionnant avec Les 30 histoires les plus mystérieuses et Les 30 histoires les plus extraordinaires.